# Nicholas Roche
Nicholas Roche (Conflans-Sainte-Honorine, 1984. július 3. –) francia–ír kettős állampolgárságú profi kerékpáros. Ír színekben versenyzett. Édesapja, Stephen Roche egyszeres Tour de France győztes  kerékpárversenyző. Unokatestvére Dan Martin, is aktív versenyző volt.
Roche 2021-ben visszavonult a versenyzéstől.

## Eredményei
| 2004 3., Ír országúti bajnokság - Mezőnyverseny 9., - Tour du Jura 10. - GP d'Isbergues 2005 4. - Tour de Vendée 6. - Tour du Finistére 2006 4., összetettben - Párizs - Corréze 8. - Polynormande 10., összetettben - Tour de l'Avenir 1., 4. szakasz 2007 1., Ír országúti bajnokság - Időfutam-bajnokság 4., Ír országúti bajnokság - Mezőnyverseny 5. - Polynormande 6. - GP de Denain 9. - Párizs - Camembert 9. - Tro-Bro Léon 2008 1., 1. szakasz - GP Paredes Rota dos Moveis 1., 1. szakasz - Tour du Limousin 4., Ír országúti bajnokság - Mezőnyverseny 6., összetettben - Tour Ivoirien de la Paix 7., összetettben - Tour de Wallonie 8. - Párizs - Camembert | 2009 1., Ír országúti bajnokság - Mezőnyverseny 2010 2., Ír országúti bajnokság - Mezőnyverseny 3. - GP dell'Insubria 4. - GP Kanton Aargau - Gippingen 5., összetettben - Volta a Catalunya 7., összetettben - Vuelta a Espańa 8. - Clásica de San Sebastián 2011 1., 3. szakasz - Tour de Beijing 4., Ír országúti bajnokság - Mezőnyverseny 5. - Gran Piemonte 8. - GP Industria & Commercio di Prato 10. - Párizs - Camembert 2012 2., Ír országúti bajnokság - Mezőnyverseny 3., Ír országúti bajnokság - Időfutam-bajnokság 10., összetettben - Tour de Suisse 12., összetettben - Tour de France 12., összetettben - Vuelta ciclista a España |

## Grand Tour eredményei
| Grand Tour | 2007 | 2008 | 2009 | 2010 | 2011 | 2012 | 2013 |
| ---------- | ---- | ---- | ---- | ---- | ---- | ---- | ---- |
| Giro       | 97.  | -    | -    | -    | -    | -    |      |
| Tour       | -    | -    | 22.  | 15.  | 26.  | 12.  |      |
| Vuelta     | -    | 13.  | -    | 7.   | 16.  | 12.  |      |